# Явожна
Явожна (пол. Jaworzna) — село в Польщі, у гміні Ляскова Лімановського повіту Малопольського воєводства.
Населення — 556 осіб (2011).
У 1975-1998 роках село належало до Новосондецького воєводства.

## Демографія
Демографічна структура станом на 31 березня 2011 року:
|          | Загалом | Допрацездатний вік | Працездатний вік | Постпрацездатний вік |
| -------- | ------- | ------------------ | ---------------- | -------------------- |
| Чоловіки | 268     | 82                 | 160              | 26                   |
| Жінки    | 288     | 93                 | 143              | 52                   |
| Разом    | 556     | 175                | 303              | 78                   |